# Сами вкъщи
„Сами вкъщи“ (на английски: The Secret Life of Pets) е американски анимационен филм от 2016 г. на Illumination Entertainment. Сценарият е написан от Брайън Линч, Синко Пол и Кен Даурио, а режисьори са Крис Рено и Яроу Чейни. Премиерата е на 16 юни 2016 г. на фестивала в Анси, а по кината във Великобритания, САЩ и България филмът излиза съответно на 18 юни, 8 юли и 5 август 2016 г.

## Сюжет
Главният герой е кучето Макс, който много обича своята стопанка Кейти. Един ден тя води у дома друго куче на име Дюк, който му взема храната и леглото. В караниците си излизат на улицата и ги залавят от контрол по животните. Докато ги возят към приюта, един заек отива да освободи един свой приятел от микробуса. Макс и Дюк го молят за помощ. Той се съгласява, но при едно условие:Да дойдат в бандата му. Гиджет, кучето, което толкова години е живяло срещу блока на Макс, разбира че е влюбена в него и тръгва да го спасява.

## Дублажи

### Синхронен дублаж
| Персонаж       | Английски език   | Български език |
| -------------- | ---------------- | --- |
| Макс           | Луи Си Кей       | Орлин Павлов |
| Дюк            | Ерик Стоунстрийт | Константин Лунгов |
| Сноубол/Снежко | Кевин Харт       | Петър Бонев |
| Озон           | Стив Куган       | Любомир Младенов |
| Кейти          | Ели Кемпър       | Елен Колева |
| Мел            | Боби Мойнихан    | Константин Икономов |
| Клоуи          | Лейк Бел         | Здрава Каменова |
| Деденцето/Попс | Дейна Карви      | Здравко Димитров |
| Бъди           | Ханибал Бърис    | Леарт Докле |
| Гиджет         | Джени Слейт      | Мария Бояджиева |
| Тиберий        | Албърт Брукс     | Сава Пиперов |
| Фернандо       | Хайме Камил      | Георги Стоянов |
| Други гласове  |                  | Анатолий Божинов Богдана Трифонова Георги Иванов Георги Стоянов Десислава Софранова Ева Данаилова Калина Асенова Мартина Кръстева Момчил Степанов Надежда Панайотова Петър Върбанов Петър Калчев Симона Нанова Татяна Етимова Филип Аврамов Цанко Тасев Явор Караиванов |

| Обработка           | Александра Аудио    |
| ------------------- | ------------------- |
| Режисьор на дублажа | Десислава Софранова |
| Преводач            | Силвия Вълкова      |
| Тонрежисьор         | Петър Костов        |
| Микс студио         | Deluxe Media        |

### Войсоувър дублаж
| Озвучаващи артисти  | Нина Гавазова Христо Узунов Цанко Тасев Иван Танев Георги Стоянов |
| Преводач            | Невена Генчева                                                    |
| Тонрежисьор         | Емил Енев                                                         |
| Режисьор на дублажа | Мария Ангелова                                                    |